# Cédric Houssaye
Pour les articles homonymes, voir Houssaye.
Cédric Houssaye (né le 13 décembre 1979 à Trouville-sur-Mer) est un athlète français, spécialiste du 50 km marche.

## Biographie
En 2010, Cédric Houssaye remporte les championnats de France du 50 km marche en 3 h 58 min 51 s.
Il est qualifié pour le 50 km marche aux Jeux olympiques de 2012, où il termine à la 31e place.
Le 9 mars 2014, il remporte son second titre de champion de France du 50 km marche en 3 h 58 min 54 s à Fontenay-le-Comte.